# Olympische Jugend-Sommerspiele 2018/Teilnehmer (Mauritius)
| Gelbes Symbol für Goldmedaillen mit stilisierten Olympischen Ringen | Graues Symbol für Silbermedaillen mit stilisierten Olympischen Ringen | Braundes Symbol für Bronzemedaillen mit stilisierten Olympischen Ringen |
| ------------------------------------------------------------------- | --------------------------------------------------------------------- | ----------------------------------------------------------------------- |
| 1                                                                   | —                                                                     | 1                                                                       |

Die Jugend-Olympiamannschaft aus Mauritius für die III. Olympischen Jugend-Sommerspiele vom 6. bis 18. Oktober 2018 in Buenos Aires (Argentinien) bestand aus 25 Athleten.

## Athleten nach Sportarten

### Beachhandball
| Mädchen - 12. Platz - Sarina Ramlugon - Urvi Hemraz - Sabine Desvaux de Marigny - Chloé Bax - Emma de Waal - Zoé Guyollot - Jasmeeta Kistoo - Makeba Permal - Marie Chloé Hirigoyen | Jungen - 12. Platz - Joey Frederick - Dary Dada - Louis Revaud - Adrien Chan - Jason Clair - Jean Marcelin - David Thomas - Michel Joson - Jean Romain |

### Beachvolleyball
Jungen
- Kheemesh Namah
- William Esther
25. Platz

### Bogenschießen
Jungen
- Louis Juhel
Einzel: 17. Platz
Mixed: 17. Platz (mit Ruka Uehara  Japan)

### Gewichtheben
| Mädchen - Ketty Lent Schwergewicht: 7. Platz | Jungen - Jack Madanamoothoo Federgewicht: 11. Platz |

### Kanu
Jungen
- Terence Saramandif
Kanu-Einer Slalom: Gold 
Kanu-Einer Sprint: 13. Platz

### Reiten
- Margaux Koenig
Springen Einzel: 23. Platz
Springen Mannschaft: Bronze